# Felix Gottwald
Felix Gottwald (Zell am See, Àustria 1976) és un esquiador nòrdic austríac, especialista en combinada nòrdica, que ha destacat en la dècada del 2000.

## Biografia
Va néixer el 13 de gener de 1976 a la ciutat de Zell am See, població situada a l'estat de Salzburg.

## Carrera esportiva
Als 18 anys va participar en els Jocs Olímpics d'Hivern de 1994 realitzats a Lillehammer (Noruega), on aconseguí finalitzar en la novena posició en la prova per equips de la combinada nòrdica i trenta-setè en la prova individual. En els Jocs Olímpics d'Hivern de 1998 realitzats a Nagano (Japó) finalitzà quart en la prova per equips i vint-i-unè en la prova individual. En els Jocs Olímpics d'Hivern de 2002 realitzats a Salt Lake City (Estats Units) es convertí en un dels esportistes més guardonats en guanyar tres medalles de bronze en les tres proves disputades: prova per equips, prova individual i prova d'esprint. En els Jocs Olímpics d'Hivern de 2006 realitzats a Torí (Itàlia) aconseguí guanyar novament tres medalles olímpiques, si bé en aquesta ocasió dues foren d'or en les proves per equips i d'esprint, i la medalla de plata en la prova individual. En finalitzar aquests Jocs es retirà de la competició si bé retornà per disputar els Jocs Olímpics d'Hivern de 2010 realitzats a Vancouver (Canadà), on aconseguí guanyar novament la medalla d'or en la prova per equips. En aquests Jocs, i a l'edat de 34 anys, finalitzà catorzè en la prova individual sobre el trampolí de 90 metres i dissetè en la prova individual sobre el trampolí de 120 metres.
Al llarg de la seva carrera esportiva ha guanyat vuit medalles en el Campionat del Món d'esquí nòrdic, destacant una única medalla d'or l'any 2003 en la prova de relleus 4x5 quilòmetres.